# 公尼召
公尼召，全名宝音尼伊波格根齐庙，赐号绥福寺，位于内蒙古自治区鄂尔多斯市伊金霍洛旗伊金霍洛镇，是一座藏传佛教格鲁派寺院。

## 简介
公尼召庙址位于原来的公尼召乡人民政府所在地以南约1华里（2005年公尼召乡撤销，设立伊金霍洛镇），位于原郡王府以南约40华里。清朝乾隆四十年（1755年），由扎萨克多勒辅国公色布登脑日布创建。清廷赐名“绥福寺”。公尼召有大经堂、经学院、密宗学院、时轮学院等建筑。清朝末期，公尼召有喇嘛112人。中华人民共和国成立前夕，有喇嘛72人。到2012年，有喇嘛30余人。
清朝蒙古族诗人伊希丹金旺吉拉（1854年－1907年）7岁时成为公尼召的第五世活佛，15岁回到家乡察哈尔。著有《公尼召活佛训言》（又称《伊希丹津旺吉拉训言》）等诗篇，以及《朱如都西希勒（珊瑚幔）》等医学词诗著作。第六世活佛图布登尼玛是一位医学家，著有《朱如古勒珊瑚项链》，为鄂尔多斯蒙医的应用手册。
文化大革命爆发后，1966年公尼召大部分建筑遭到拆毁，只保留了少数喇嘛住宅。1997年，当地喇嘛向社会筹资20多万元人民币，新建了一座25间大的都瓜，为藏汉风格结合的建筑，此外还兴建小型佛塔2座，公尼召向游客开放。2012年前后，正在复建公尼召的正殿、后召、天王殿、钟鼓楼等建筑群。